# John Zarnecki
John C. Zarnecki (Finchley, Middlesex, Inglaterra, 6 de novembro de 1949) é um cientista espacial inglês. Recebeu a Medalha de Ouro da Royal Astronomical Society de 2014.